# Obiect interstelar
Un obiect interstelar este un corp ceresc (cum ar fi un asteroid, o cometă sau o planetă interstelară, dar nu o stea) care se află în spațiul interstelar și nu este legat gravitațional de o stea. Termenul de interstelar poate fi aplicat obiectelor care se află pe o traiectorie interstelară, dar trec temporar în apropierea unei stele, cum ar fi anumiți asteroizi și comete (inclusiv exocometele). În acest din urmă caz, obiectul poate fi numit un intrus interstelar.
Primele obiecte interstelare descoperite au fost planete orfane, planete ejectate din sistemul lor stelar original, (de exemplu, OTS 44 sau Cha 110913-773444), deși sunt dificil de diferențiat de o sub-pitică cenușie,  obiecte de masă planetară care s-au format în spațiul interstelar așa cum o fac stelele.
Primul obiect interstelar care a fost descoperit călătorind prin Sistemul nostru Solar a fost 1I/ʻOumuamua în 2017. Al doilea a fost 2I/Borisov în 2019. Amândouă au un exces de viteză hiperbolică, indicând că nu își au originea în Sistemul Solar. Anterior, în 2014, un obiect interstelar a impactat Pământul, după cum a confirmat Comandamentul Spațial al SUA în 2022, pe baza vitezei obiectului.

## Nomenclator
Odată cu prima descoperire a unui obiect interstelar, IAU a propus o nouă serie de denumiri de corpuri mici pentru obiecte interstelare, numerele I, similar cu sistemul de numerotare a cometelor. Minor Planet Center va atribui numerele. Desemnările provizorii pentru obiectele interstelare vor fi gestionate folosind prefixul C/ sau A/ (cometă sau asteroid), după caz.

## Prezentare generală

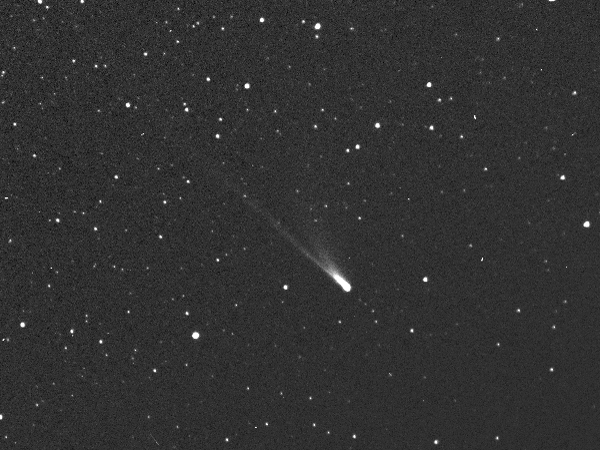
Cometa Machholz 1 (96P/Machholz) văzută de STEREO-A (aprilie 2007)

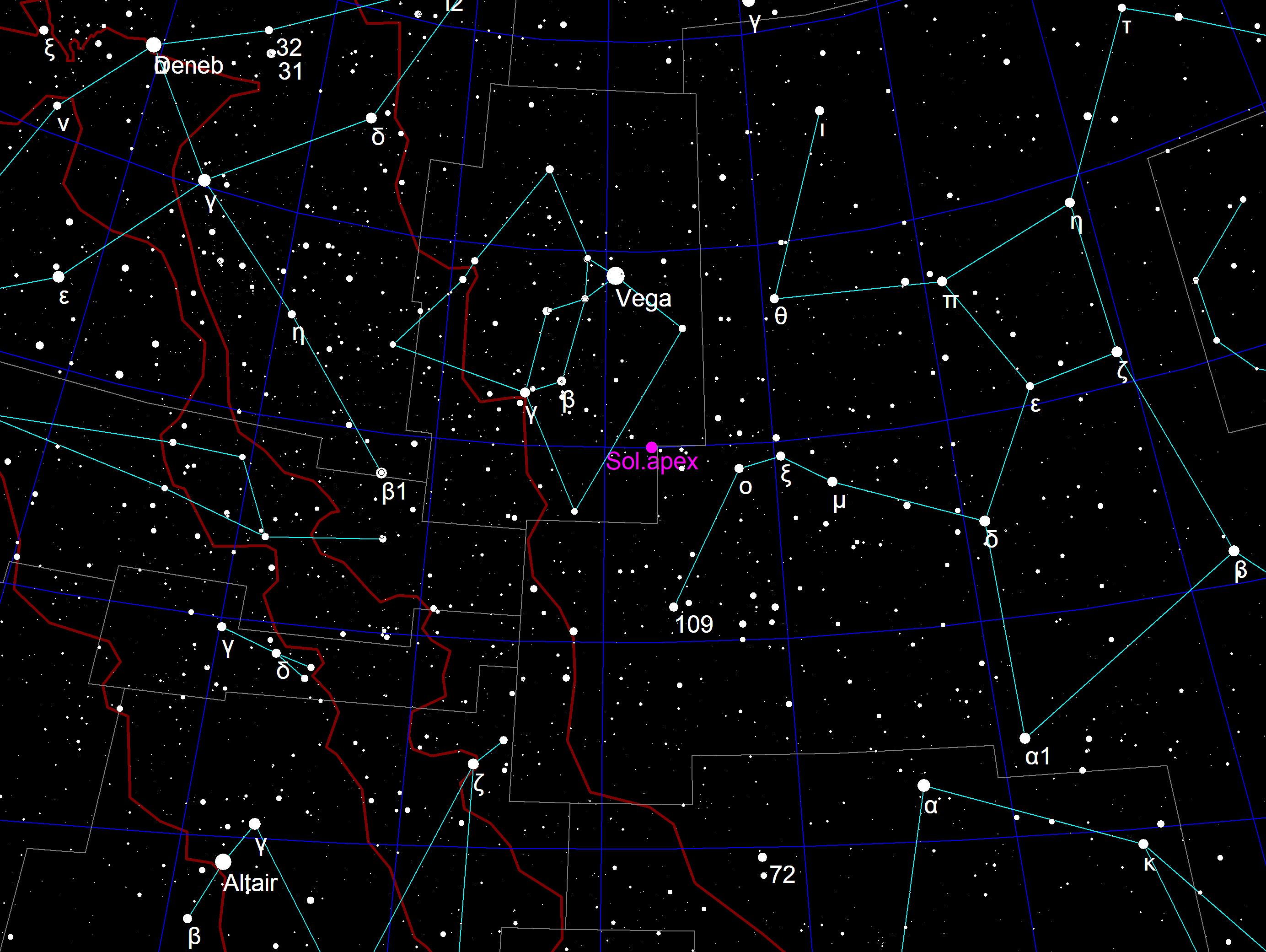
Apex solar, direcția de mișcare a Soarelui este spre un punct între Hercule și Lira. Ascensie dreaptă 18h28m și declinație 30°N (Epoca J2000.0)

Astronomii estimează că mai multe obiecte interstelare de origine extrasolară (cum ar fi ʻOumuamua) trec pe orbita Pământului în fiecare an, și că 10.000 trec pe orbita planetei Neptun în orice zi. Dacă estimarea este corectă, aceasta oferă oportunități viitoare pentru studii asupra obiectelor interstelare.
Dacă există comete interstelare, acestea trebuie să treacă ocazional prin Sistemul solar interior. Ele s-ar apropia de Sistemul Solar cu viteze aleatorii, în cea mai mare parte din direcția constelației Hercule, deoarece Sistemul Solar se mișcă în această direcție, numită apex solar. Până la descoperirea lui 'Oumuamua, faptul că nu a fost observată nici o cometă cu o viteză mai mare decât viteza de eliberare a Soarelui a fost utilizat pentru a pune limite superioare densității lor în spațiul interstelar. O lucrare a lui Torbett a indicat că densitatea nu era mai mare de 1013 (10 trilioane) de comete per parsec cubic. Alte analize, ale datelor de la LINEAR, stabilesc limita superioară la 4,5 × 10−4/AU3 sau 1012 (1 trilion) de comete pe parsec cubic. O estimare mai recentă a lui David C. Jewitt, în urma detectării lui 'Oumuamua, prezice că „Populația în stare de echilibru a obiectelor interstelare similare, la scară de ~100 m, în interiorul orbitei lui Neptun este de ~1×104, fiecare cu un timp de ședere de ~10 ani”.
Modelele actuale de formare a Norului Oort prevăd că mai multe comete sunt evacuate în spațiul interstelar decât sunt păstrate în Norul Oort, estimările putând varia de la 3 la 100 de ori mai multe. Alte simulări sugerează că 90-99% dintre comete sunt evacuate. Nu există nici un motiv să credem că aceste cometele formate în alte sisteme stelare nu ar fi împrăștiate în mod similar. Amir Siraj și Avi Loeb au arătat că Norul Oort ar fi putut fi format din planetezimale ejectate de la alte stele din roiul de naștere al Soarelui.
Este posibil ca obiectele care orbitează o stea să fie expulzate din cauza interacțiunii cu un al treilea corp masiv, devenind astfel obiecte interstelare. Un astfel de proces a început în anii ’80, când C/1980 E1, inițial legată gravitațional de Soare, a trecut pe lângă Jupiter și a fost accelerată suficient pentru a atinge viteza de eliberare din Sistemul Solar. Aceasta și-a schimbat orbita de la eliptic la hiperbolic devenind cel mai excentric obiect cunoscut la acea vreme, cu o excentricitate de 1,057. Acum se îndreaptă către spațiul interstelar.
Datorită dificultăților de observație prezente, un obiect interstelar poate fi detectat de obicei numai dacă trece prin Sistemul Solar, unde se poate distinge prin traiectoria sa puternic hiperbolică și excesul de viteză hiperbolică mai mare de câțiva km/s, dovedind că nu este legat gravitațional de Soare. În schimb, obiectele legate gravitațional urmează orbitele eliptice în jurul Soarelui. (Există câteva obiecte ale căror orbite sunt atât de apropiate de parabolic încât starea lor legată gravitațional este neclară.)
O cometă interstelară poate fi, în rare ocazii, capturată într-o orbită heliocentrică în timp ce trece prin Sistemul Solar. Simulările computaționale arată că Jupiter este singura planetă suficient de masivă pentru a captura una, și că se poate aștepta ca acest lucru să se întâmple o dată la 60 de milioane de ani. Cometele Machholz 1 și Hyakutake C/1996 B2 sunt exemple posibile de astfel de comete. Ele au o compoziție chimică atipică pentru cometele din Sistemul Solar.

## Obiecte confirmate

### 2014 meteorit interstelar
CNEOS 2014-01-08, un meteorit cu o lățime de 0,45 m a ars în atmosfera Pământului la 8 ianuarie 2014. Un preprint din 2019 a sugerat că acest meteorit avea origine interstelară. A avut o viteză heliocentrică de 60 km/s și o viteză asimptotică de 42,1 ± 5,5 km/s și a explodat la 17:05:34 UTC în apropiere de Papua Noua Guinee la o altitudine de 18,7 km. După declasificarea datelor în aprilie 2022, Comandamentul Spațial al SUA, pe baza informațiilor colectate de la senzorii săi de apărare planetară, a confirmat detectarea acestui presupus meteorit interstelar.

### 2017 meteorit interstelar
CNEOS 2017-03-09 (alias meteoritul Interstelar 2; IM2),  un meteor cu o masă de aproximativ 6,3 tone a ars în atmosfera Pământului la 9 martie 2017. Similar cu IM1, are o rezistență mecanică ridicată.

### 1I/2017 U1 (ʻOumuamua)
| Obiect                                                    | Viteză               |
| --------------------------------------------------------- | -------------------- |
| C/2012 S1 (ISON) (cometă din Norul Oort slab hiperbolică) | 0,2 km/s 0,04 au/an  |
| Voyager 1 (pentru comparație)                             | 16,9 km/s 3,57 au/an |
| 1I/2017 U1 (ʻOumuamua)                                    | 26,33km/s 5,55 au/an |
| 2I/Borisov                                                | 32,1 km/s 6,77 au/an |
| 2014Jan08 bolid (în evaluare colegială)                   | 43.8 km/s 9,24 au/an |

Primul obiect interstelar confirmat, 'Oumuamua, ieșind din Sistemul Solar (reprezentare artistică)

Un obiect întunecos a fost descoperit la 19 octombrie 2017 de telescopul Pan-STARRS, la o magnitudine aparentă de 20. Observațiile au arătat că urmează o traiectorie puternic hiperbolică în jurul Soarelui, cu o viteză mai mare decât viteza de eliberare solară; acest lucru înseamnă că nu este legat gravitațional de Sistemul Solar și poate fi un obiect interstelar. Inițial a fost denumită C/2017 U1, deoarece se presupunea a fi o cometă și la 25 octombrie a fost redenumită A/2017 U1 după ce nu a fost găsită nici o activitate specifică cometelor. După ce natura sa interstelară a fost confirmată, a fost redenumită 1I/ʻOumuamua – „1”, deoarece este primul astfel de obiect descoperit, „I” de la  interstelar iar "‘Oumuamua" este un cuvânt hawaian care înseamnă „un mesager de departe care sosește primul”.
Lipsa activității specifice cometelor a  ʻOumuamua sugerează o origine din regiunile interioare a oricărui sistem stelar din care provine, pierzând toată suprafața volatilă, la fel ca asteroizii stâncoși, cometele stinse și damocloizii pe care îi cunoștem din Sistemul nostru solar. Aceasta este doar o sugestie, întrucât ʻOumuamua ar fi putut foarte bine să fi pierdut suprafața volatilă din cauza expunerii la radiații cosmice în spațiul interstelar, dezvoltând un strat de crustă groasă după ce a fost expulzat din sistemul său mamă.
ʻOumuamua are o excentricitate de 1,199, care a fost cea mai mare excentricitate observată vreodată pentru orice obiect din Sistemul Solar, înainte de descoperirea cometei 2I/Borisov în august 2019. În septembrie 2018, astronomii au descris mai multe sisteme stelare posibile de origine, din care ʻOumuamua ar fi putut să-și înceapă călătoria interstelară.

### 2I/Borisov

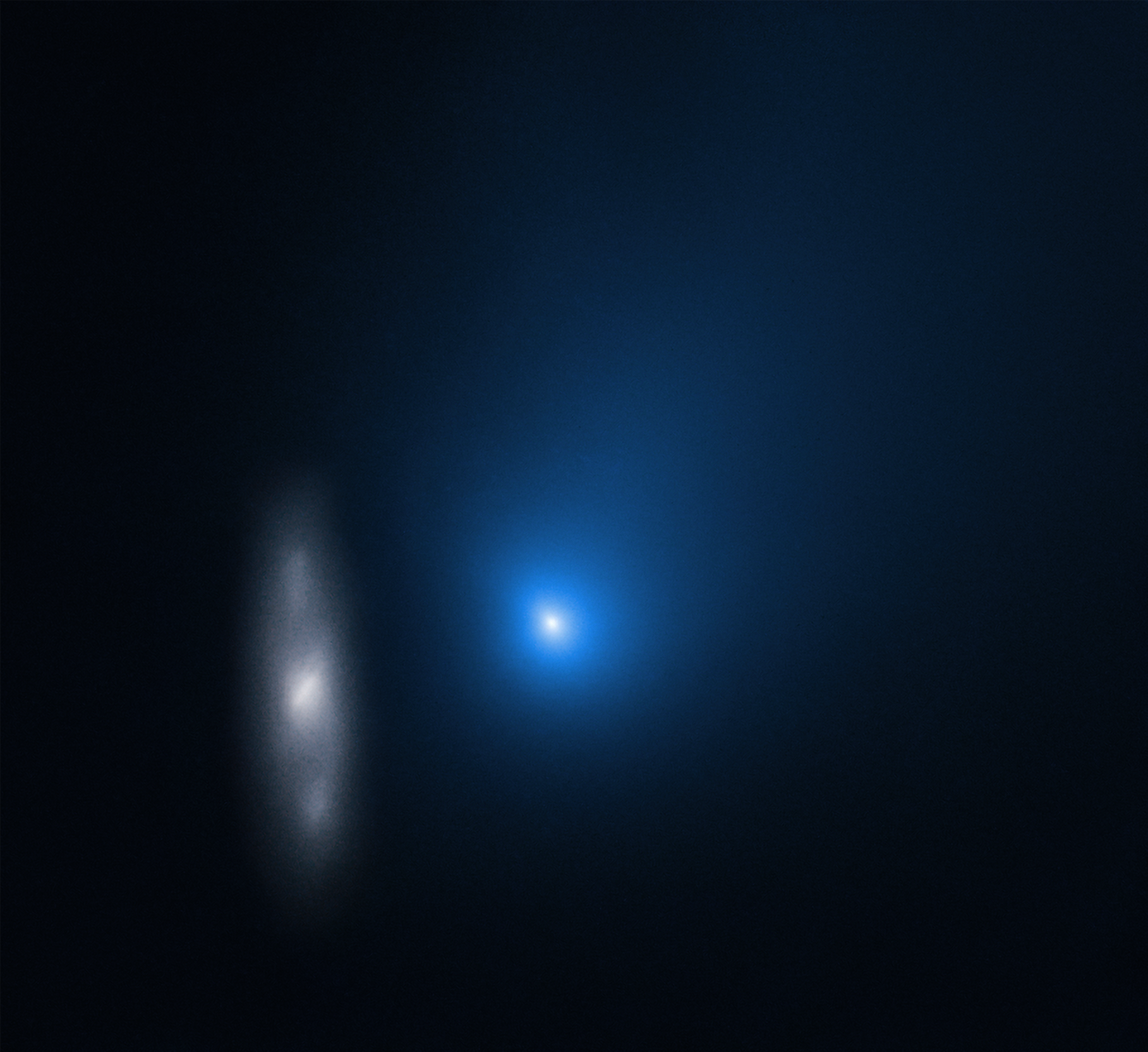
Borisov, prima cometă interstelară confirmată și al doilea obiect interstelar confirmat, fotografiat aici la sfârșitul lui 2019, lângă o galaxie îndepărtată

Obiectul a fost descoperit la 30 august 2019 la MARGO, Nauchnyy, Crimeea, de Gennadi Borisov, folosind un telescop de 0,65 metri construit la comandă. La 13 septembrie 2019, Gran Telescopio Canarias a obținut un spectru vizibil de rezoluție scăzută a lui 2I/Borisov, care a dezvăluit că acest obiect are o compoziție de suprafață asemănătoare cu cea găsită la cometele tipice din Norul Oort. IAU a  păstrat numele Borisov, conferind cometei denumirea interstelară de 2I/Borisov. La 12 martie 2020, astronomii au raportat dovezi observaționale ale „fragmentării în curs a nucleului” de pe cometa 2I/Borisov.